# Drew Weaver
Drew Weaver (High Point (North Carolina), 17 mei 1987) is een golfprofessional uit de Verenigde Staten.
Weaver is lid van de Willow Creek Country Club. Hij studeerde aan de Virginia Tech waar hij college golf speelde.

## Amateur
Weaver won in 2007 het Brits Amateur door Tim Stewart te verslaan.
Weaver speelde na zijn afstuderen enkele prof-toernooien. Hij haalde in 2009 de cut in het US Open en eindigde op de 40ste plaats. Hij speelde in het team dat in 2009 de Walker Cup won.

### Overwinningen
- 2007: Brits Amateur

### Teams
- Walker Cup:  2009 (winnaars)

## Professional
Weaver werd in 2009 professional.
In 2010 speelde Weaver vooral de toernooien van de eGolf Professional Tour, waar hij in de Fall Series de Caddy For A Cure Classic won en een plaats verdiende in de Hassan II Trofee van 2011.  
Weaver is vooral actief in de Canadese PGA Tour en de Korn Ferry Tour.

### Overwinningen
| Jaar | Toernooi          | Tour              |
| ---- | ----------------- | ----------------- |
| 2015 | PC Financial Open | Canadese PGA Tour |